# Juice Crew
Juice Crew was een Amerikaanse rapgroep opgericht in 1980 door Marley Marl en DJ Mr. Magic. Zij wisten een contract bij Cold Chillin Records in de wacht te slepen. De groep kwam grotendeels uit Queens, een van de vijf stadsdelen van New York.
In 1984 werden ook Kool G Rap, Biz Markie, Big Daddy Kane en Roxanne Shante lid. Later volgden Graig G, TJ Swan en Masta Ace. De groep was vooral bedoeld om disses te maken tegen KRS-One, maar er werden ook muzieknummers gemaakt die niets met KRS-One te maken hadden. Later werd de ruzie bijgelegd en maakten vele leden van de Juice Crew ook nummers met KRS-One.
In 1983 (alleen Marley Marl en DJ Mr. Magic waren toen lid) brachten zij hun eerste single uit. In 1986 brachten zij de single Beat Bitter uit, waarover later onenigheid zou ontstaan met LL Cool J in verband met het stelen van het nummer. Ook dat meningsverschil werd later bijgelegd.